# Santa Ampolla

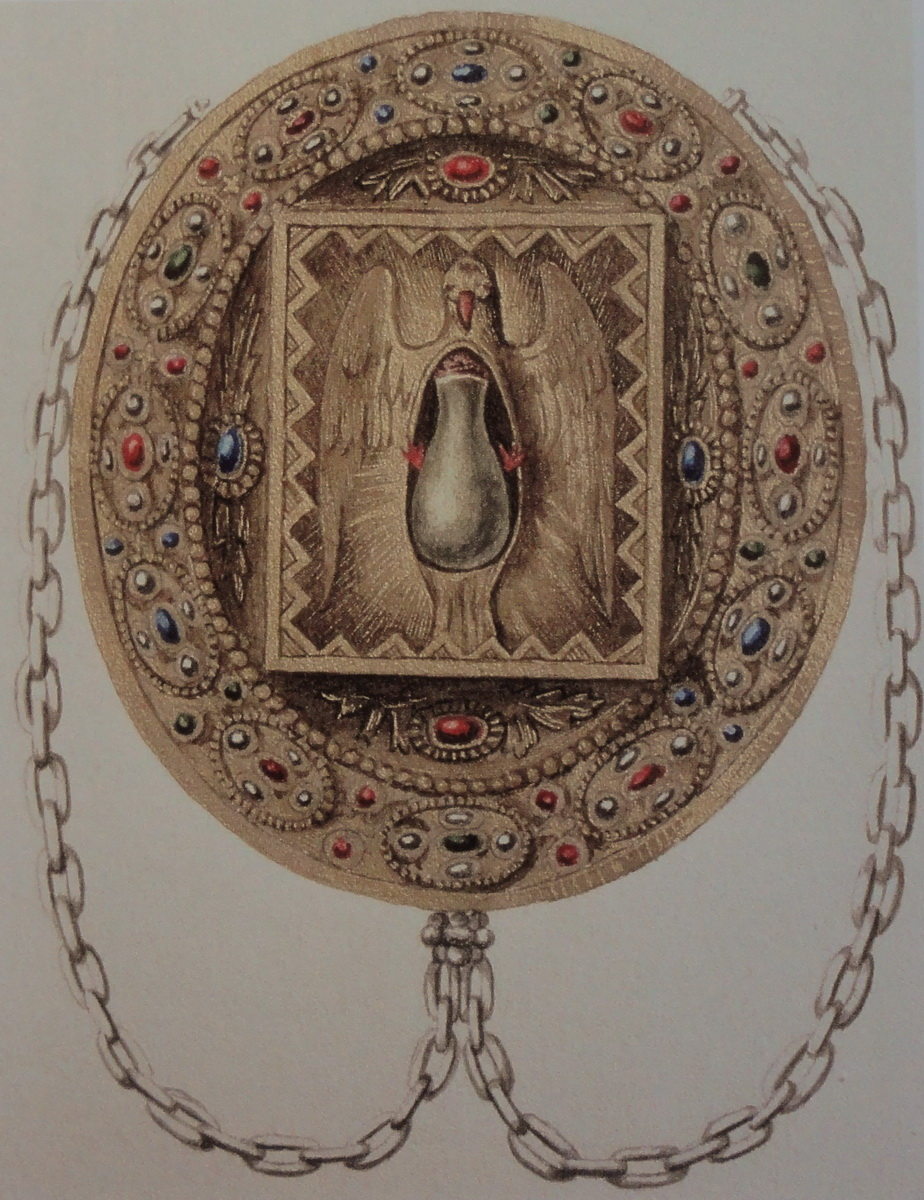
La santa Ampolla nel suo reliquiario

La santa Ampolla era una fiala contenente olio crismale, usato per l'unzione dei re di Francia durante la cerimonia di incoronazione. Era conservata nell'Abbazia di Saint-Remi e fu solennemente infranta il 7 ottobre 1793 a Reims (nell'attuale place Royale), dal convenzionale Philippe Rühl sul basamento della statua di Luigi XV che era stata già staccata e consegnata a una fonderia di cannoni. Uno degli spettatori della distruzione della fiala affermò di essere stato raggiunto durante l'operazione da qualche gocciola d'olio consacrato sui suoi abiti. Secondo altre fonti l'olio fu recuperato qualche giorno prima della distruzione. Diluito con olio ordinario, queste tracce permetteranno di attribuire credibilità alla fabbricazione d'una nuova riserva d'olio santo, che fu utilizzato per le successive consacrazioni. Un frammento della fiala fu recuperato ed è oggi conservato nel tesoro della Cattedrale di Reims.

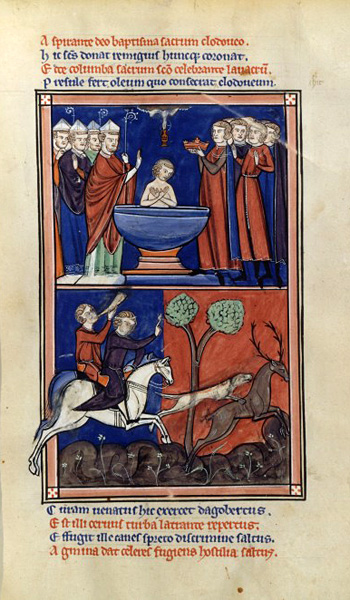
Battesimo di Clodoveo

Secondo Incmaro, arcivescovo di Reims (circa 802 - 882), un angelo, in forma di colomba, avrebbe portato questa fiala a san Remigio di Reims, per ungere la fronte di Clodoveo I al suo battesimo. Né i contemporanei, né Gregorio di Tours riferiscono questo miracolo, che appartiene tuttavia alla tradizione orale della Chiesa di Reims. Secondo questa tradizione, Incmaro accredita l'idea che "Dio, dunque, e Dio solo fa il re, con l'aiuto visibile del servizio sacerdotale." Si può aggiungere che, "nel contesto politico dell'epoca, le «pie menzogne» di Incmaro erano finalizzate a favorire il ritorno all'ordine politico, alla stabilità dinastica e, allo stesso tempo, d'assicurare il potere spirituale degli arcivescovi di Reims."
Nell'816 fu incoronato a Reims l'imperatore Ludovico il Pio e unto con l'olio della Santa Ampolla. Successivamente, il primo re di Francia ed essere stato incoronato a Reims fu Carlo III il Semplice (893), l'ultimo Carlo X. A partire dall'incoronazione di Enrico I nel 1027 fino a quella di Carlo X nel 1825, si contano trenta re di Francia che ricevettero la santa unzione a Reims, con tre eccezioni: Luigi VI incoronato a Orléans, Enrico IV incoronato a Chartres e Luigi XVIII che non fu mai incoronato.
L'antico reliquiario, contenente la santa Ampolla, non usciva dall'abbazia di San Remigio di Reims che nel giorno dell'incoronazione. Luigi XI volle averlo accanto a sé sul letto di morte e fu esaudito. Fu la sola volta che l'ampolla lasciò l'abbazia per un fine diverso da quello per cui era destinata.
Le chiavi del sacello di san Remigio, in cui era conservato il reliquiario, erano custodite nella camera dell'abate: era lui ad aprire e chiudere la porta.
Si formò un ordine di cavalieri e, in seguito di baroni, della santa Ampolla. All'incoronazione di Luigi XIII, i baroni recavano il baldacchino che proteggeva la reliquia. Gli abitanti di Chêne-Populeux (oggi Le Chesne) avevano il privilegio d'accompagnare la santa Ampolla alle cerimonie di incoronazione, poiché i loro antenati erano stati vassalli di san Remigio e avevano difeso la fiala contro gli inglesi.
I vescovi di Laon, duchi e pari di Francia, godevano del privilegio di portare la santa ampolla nel corso della cerimonia dell'incoronazione dei re di Francia.